# Chevrolet Suburban
Chevrolet Suburban – samochód osobowy typu van, a następnie SUV klasy pełnowymiarowej produkowany pod amerykańską marką Chevrolet od 1934 roku. Od 2020 roku produkowana jest dwunasta generacja modelu.

## Pierwsza generacja

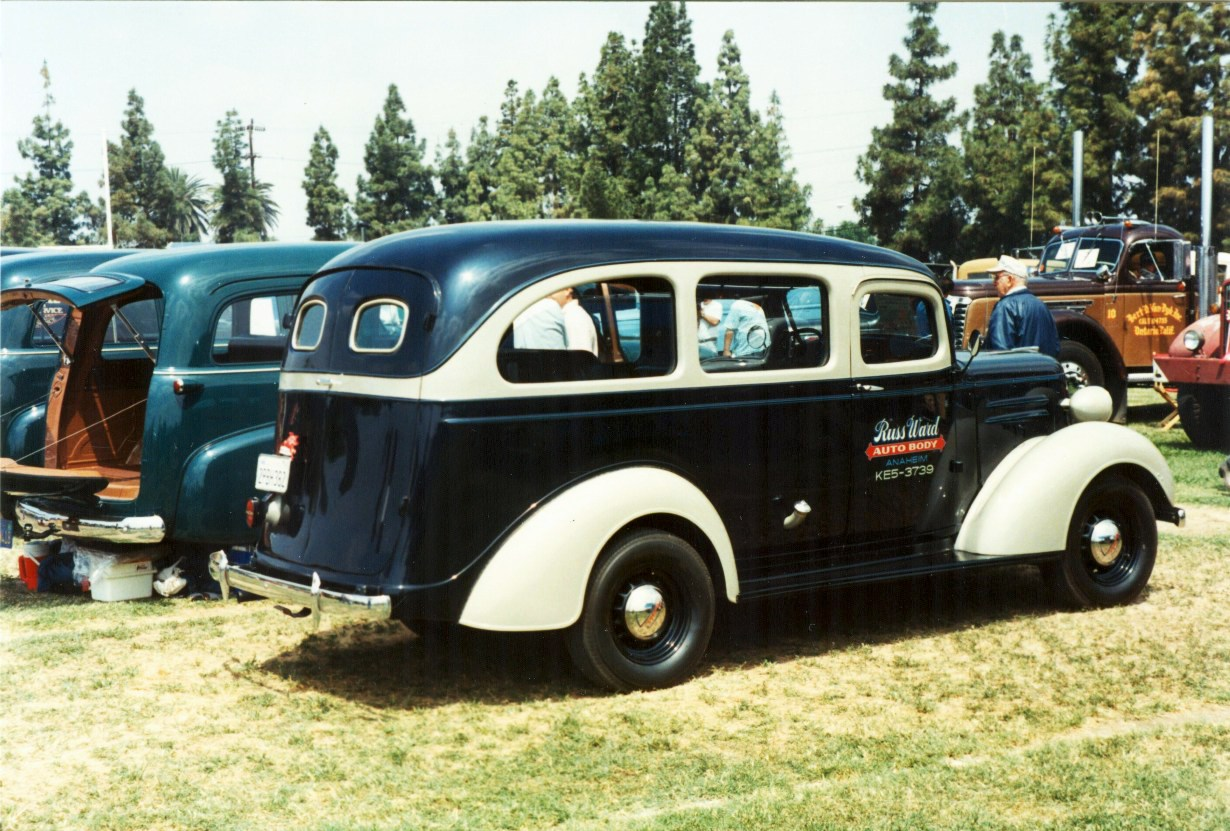
Chevrolet Suburban I – profil

Chevrolet Suburban I został zaprezentowany po raz pierwszy w 1935 roku.
Nazwa Suburban została zastosowana przez Chevroleta już w latach 30. XX wieku dla dużego, osobowego vana typu caryall opartego na bazie ramy półciężarówki H/T, a także blisko powiązanego technicznie z modelem Master.
Samochód przyjął typowe dla modeli Chevroleta z pierwszej połowy XX wieku proporcje, wyróżniając się obłymi, wyraźnie zarysowanymi błotnikami, a także szpiczastą maską z wąską atrapą chłodnicy i wąską, podłużną atrapą chłodnicy i wysoko umieszczonymi, wąsko rozstawionymi reflektorami.
W czasie, gdy dla specjalnych zleceniodawców Suburban pierwszej generacji był wykonany częściowo z drewna, tak wariant cywilny miał w pełni metalową karoserię.

### Silnik
- L6 3.4l

## Druga generacja

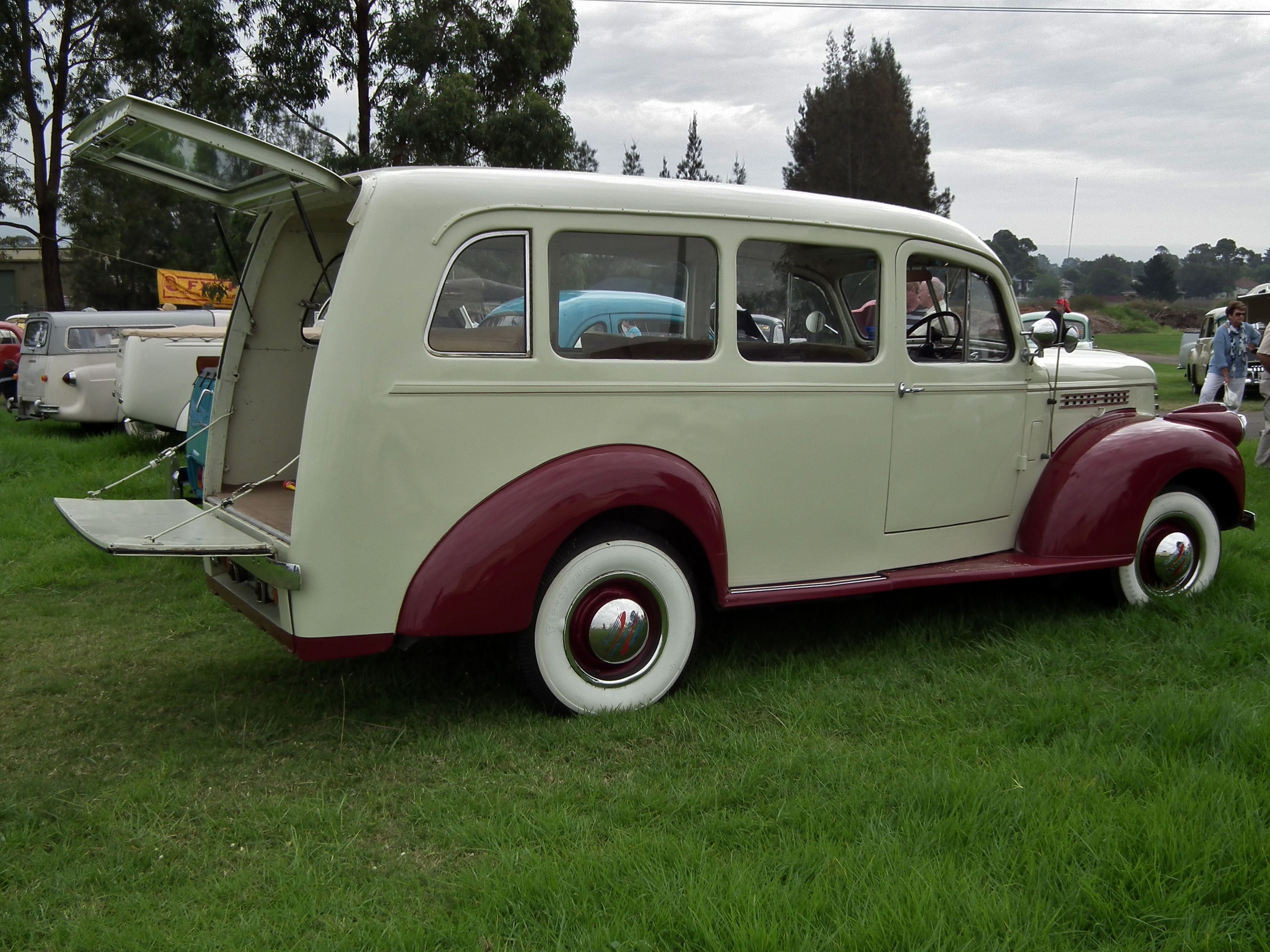
Chevrolet Suburban II – tył

Chevrolet Suburban II został zaprezentowany po raz pierwszy w 1940 roku.
Druga generacja Suburbana przeszła ewolucyjny zakres zmian w stosunku do poprzednika, zyskując masywniejsze nadwozie z masywniejszymi błotnikami i charakterystyczną, dużą chromowaną atrapą chłodnicy obejmującą zarówno wąskim wlotem do komory silnika, jak i dolną część pasa na wysokości zderzaka.
Inną istotną zmianą było znacznie przestronniejsze i większe nadwozie, które zyskało bardziej regularne kształty z myślą o pasażerach tylnych rzędów siedzeń. Klapa zapewniająca dostęp od tyłu była dwuczęściowa otwierana na boki.

### Silniki
- L6 3.5l
- L6 3.7l

## Trzecia generacja

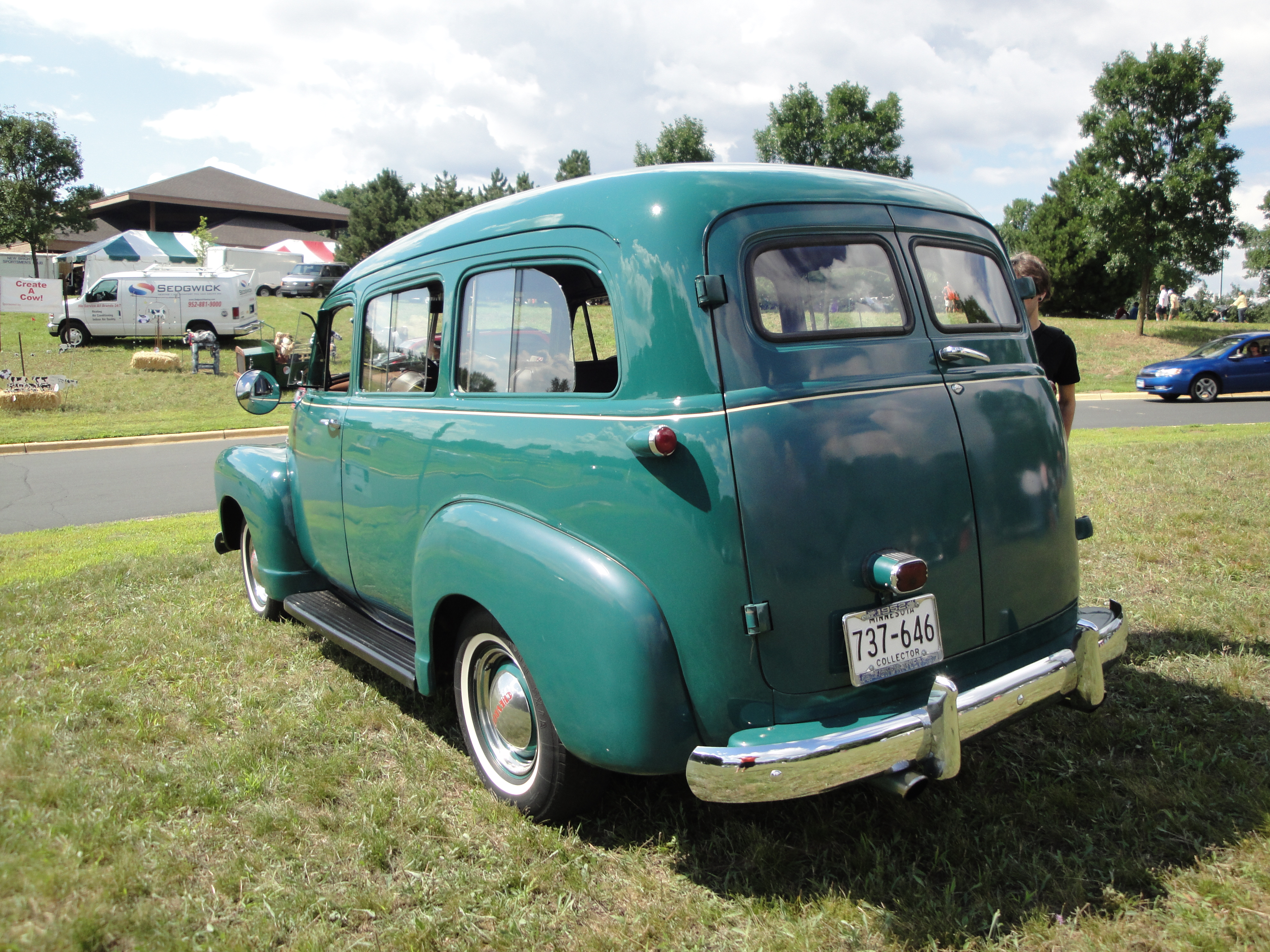
Chevrolet Suburban III – tył

Chevrolet Suburban III został zaprezentowany po raz pierwszy w 1946 roku.
Wzorem nowej odsłony pickupa Advance Design, także i oparta na nim trzecia generacja Suburbana przeszła obszerną zmianę pod kątem stylistycznym, zyskując jeszcze większe i masywniejsze nadwozie.
Charakterystyczną cechą pojazdu z przedniej perspektywy była duża atrapa chłodnicy złożona z poziomych poprzeczek w kolorze nadwozia lub wykończona chromem, z kolei charakterystycznymi cechami nadwozia ponownie stały się duże, łukowate nadkola. Suburban trzeciej generacji dostępny był zarówno jako wariant osobowy, jak i dostawczy.

### Silniki
- L6 3.5l
- L6 3.9l

## Czwarta generacja

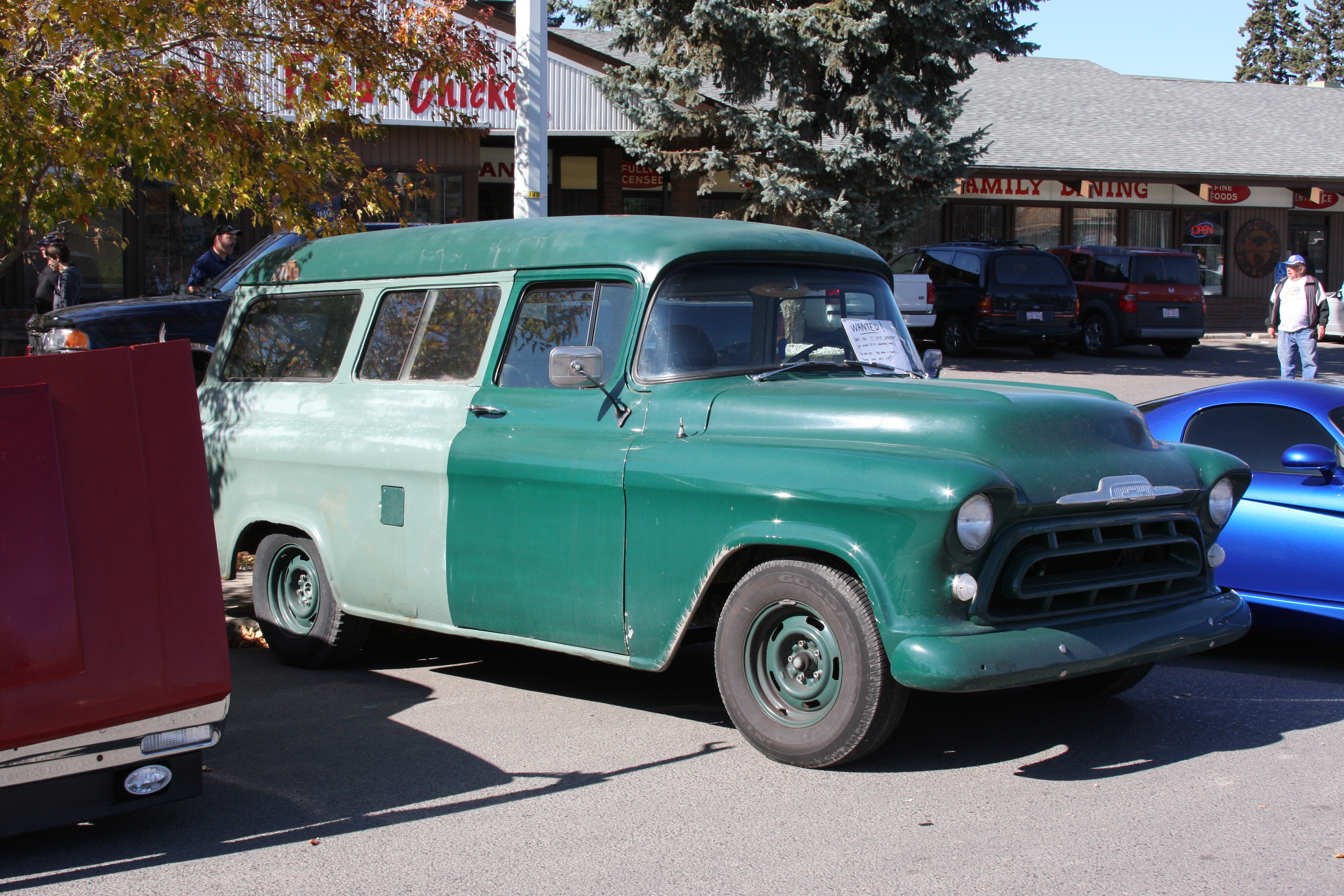
Chevrolet Suburban IV

Chevrole Suburban IV został zaprezentowany po raz pierwszy w 1954 roku.
Nowa generaja dużych półciężarówek Chevroleta o nazwie Task Force wiązała się również z obszerną restylizacją Suburbana. Samochód odszedł od krągłych kształtów znanych z poprzednich wcieleń na rzecz bardziej wyrazistych, ostrych linii z masywną bryłą nadwozia.
Pas przedni zyskał wysoko umieszczone reflektory z kloszami w kształcie szpiczastych daszków, a także obszerną wypukłą maskę, z kolei niżej zdominowała go duża atrapa chłodnicy. Po raz pierwszy gamę jednostek napędowych poszerzył silnik V8 typu Small-block.

### Silniki
- V8 4.3l
- V8 4.6l

## Piąta generacja

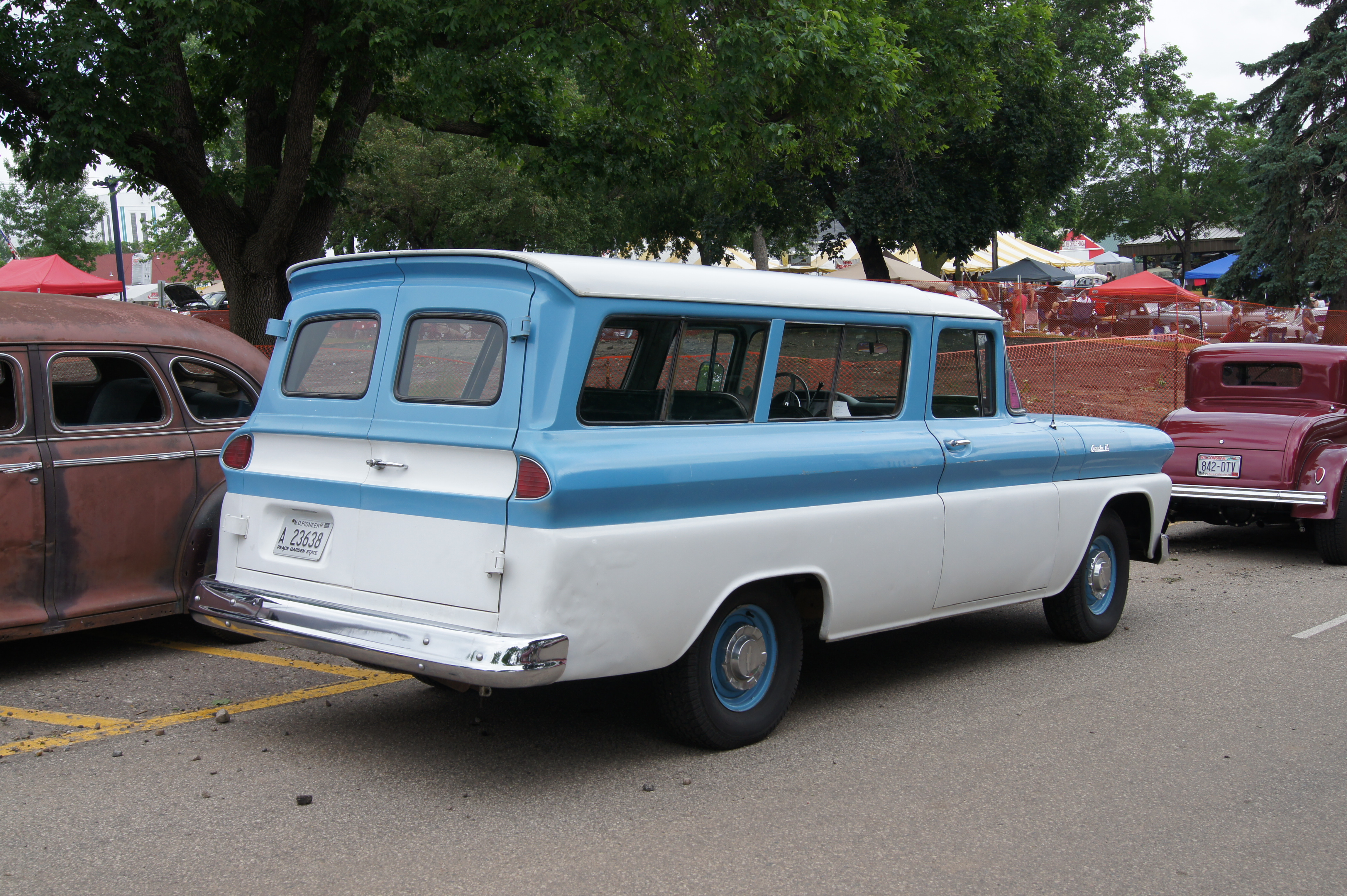
Chevrolet Suburban V – tył

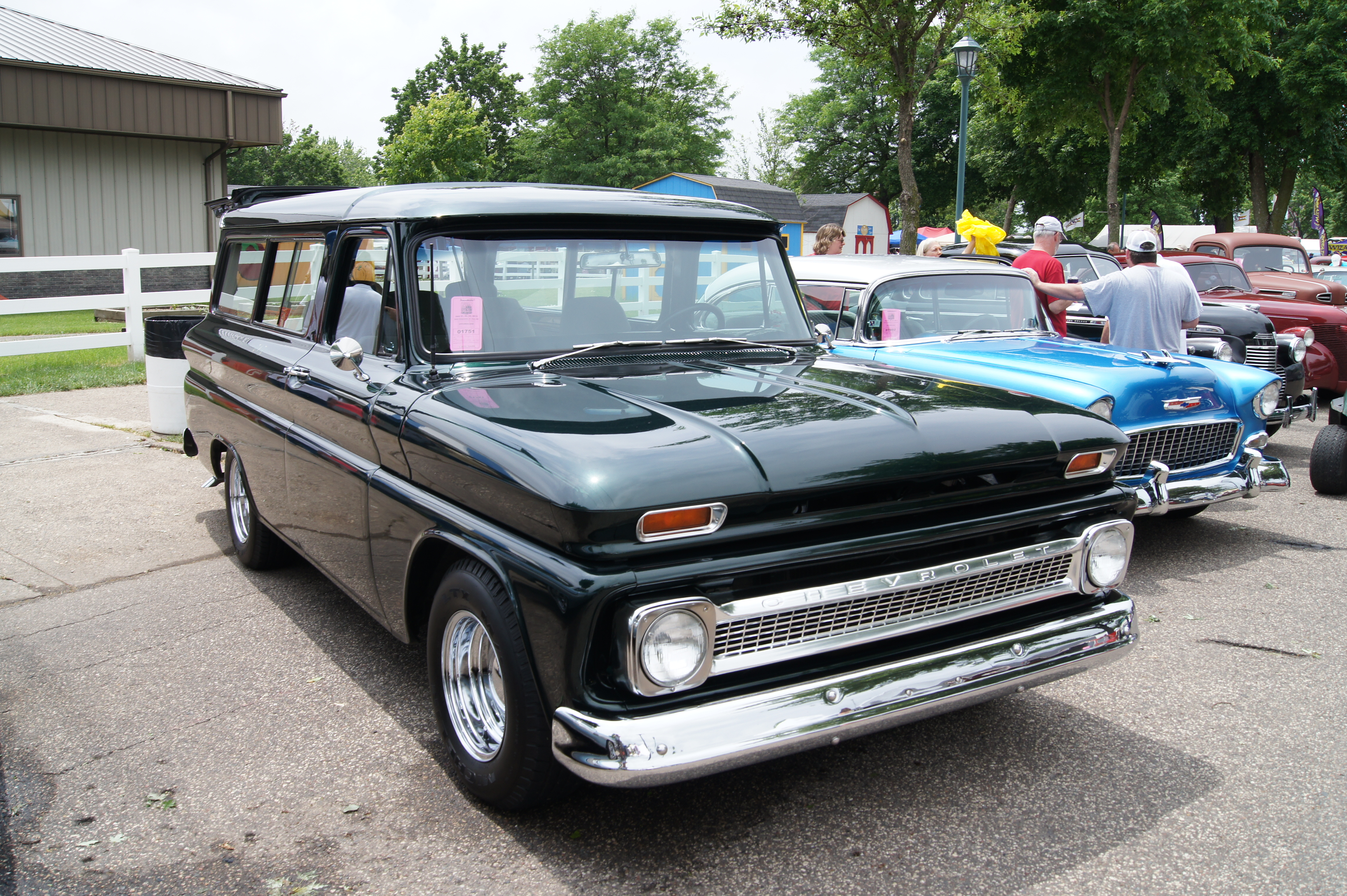
Chevrolet Suburban V po liftingu

Chevrolet Suburban V został zaprezentowany po raz pierwszy w 1959 roku.
Piąta generacja Chevroleta Suburbana przyniosła kolejną obszerną zmianę wyglądu zewnętrznego. Samochód zyskał inne proporcje, ze znacznie niżej osadzoną podłużną maską, a także szerszym i niższym nadwoziem opartym na bazie nowej linii modelowej C/K.
Przedni pas zdobiły nisko osadzone podwójne reflektory, między którymi znalazł się szeroko rozstawiony napis z nazwą producenta. Wyżej z kolei umieszczono charakterystyczne skrzydła przy krawędzi maski.

### Restylizacje
W 1963 roku Chevrolet Suburban piątej generacji przeszedł obszerną restylizację nadwozia, zyskując nowy pas przedni. Zniknęły charakterystyczne skrzydła na krawędzi maski, z kolei reflektory przyjęły jednokloszową formę.

### Silniki
- L6 3.8l
- L6 3.9l
- L6 4.1l
- L6 4.8l
- V6 5.0l
- V8 4.6l
- V8 5.4l

## Szósta generacja

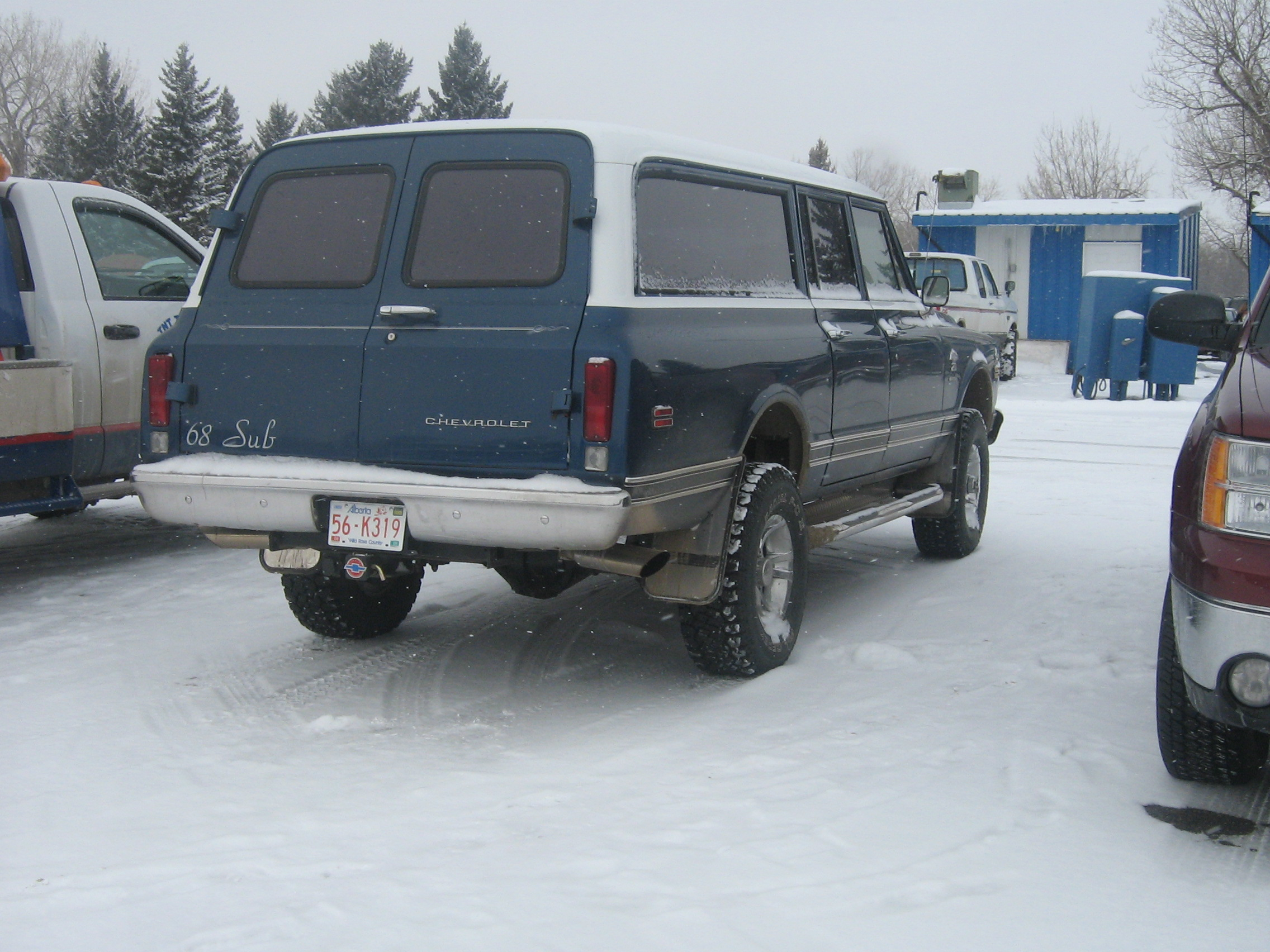
Chevrolet Suburban VI – tył

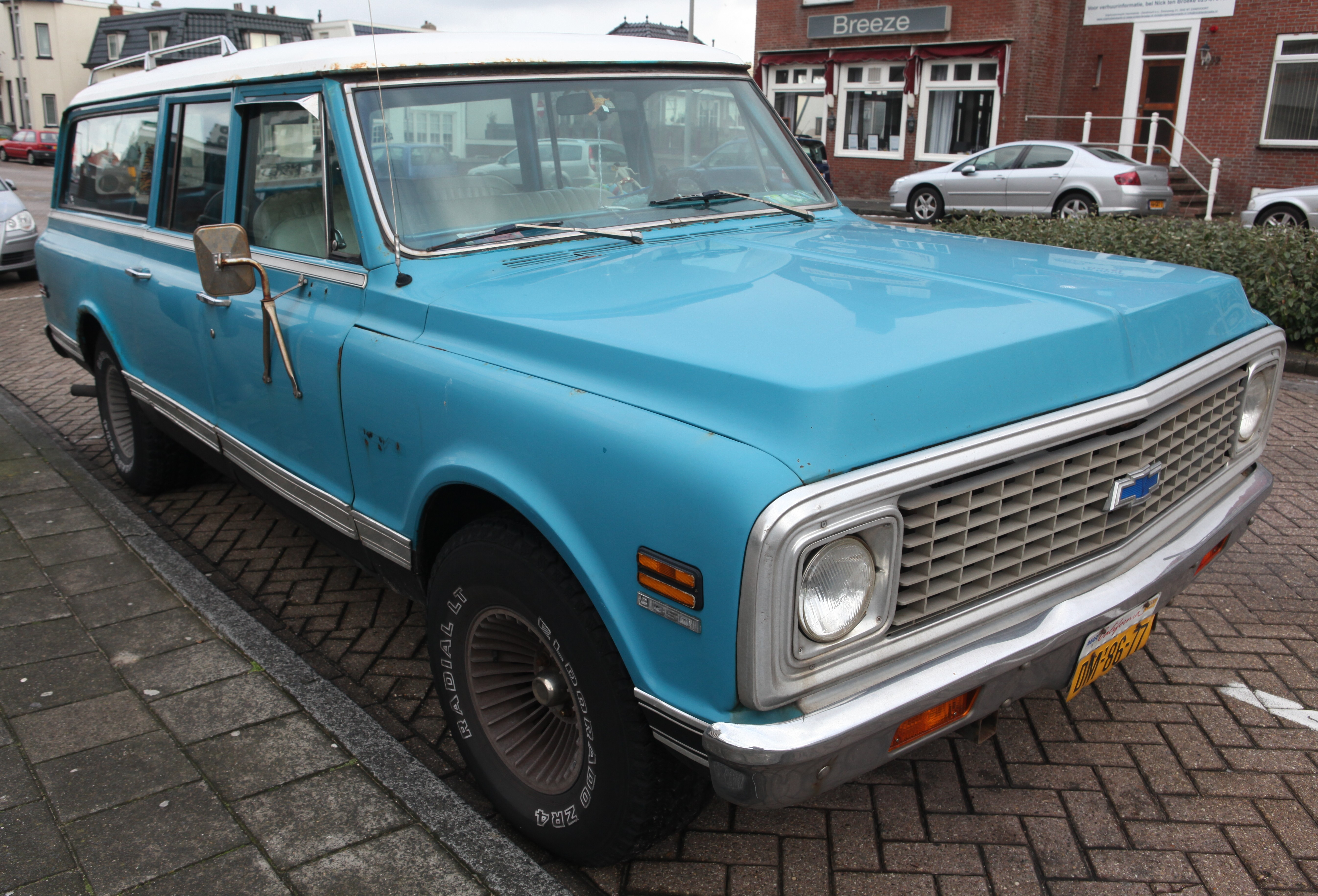
Chevrolet Suburban VI po liftingu

Chevrolet Suburban VI został zaprezentowany po raz pierwszy w 1966 roku.
Wzorem nowej generacji modelu C/K, szóste wcielenie Suburbana zyskało bardziej stonowane i zwarte kształty nadwozia, które stało się dłuższe i przestronniejsze, a także wyewoluowało w SUV-a.
Zamiast przełączeń pojawiły się nieznacznie zaokrąglone formy, z kolei pas przedni zdominowała duża chromowana atrapa chłodnicy obejmująca szeroko rozstawione, okrągłe reflektory. Po raz ostatni samochód oferowano z jedną parą drzwi po stronie pasażera.

### Restylizacje
W 1970 roku Chevrolet Suburban przeszedł obszerną restylizację nadwozia, która przyniosła inny wygląd atrapy chłodnicy. Zyskała ona dużą chromowaną poprzeczkę, a także umieszczone na masce logo producenta.

### Silniki
- L6 4.1l
- L6 4.8l
- V6 5.0l
- V8 4.6l
- V8 5.0l
- V8 5.4l
- V8 5.7l
- V8 6.5l

## Siódma generacja

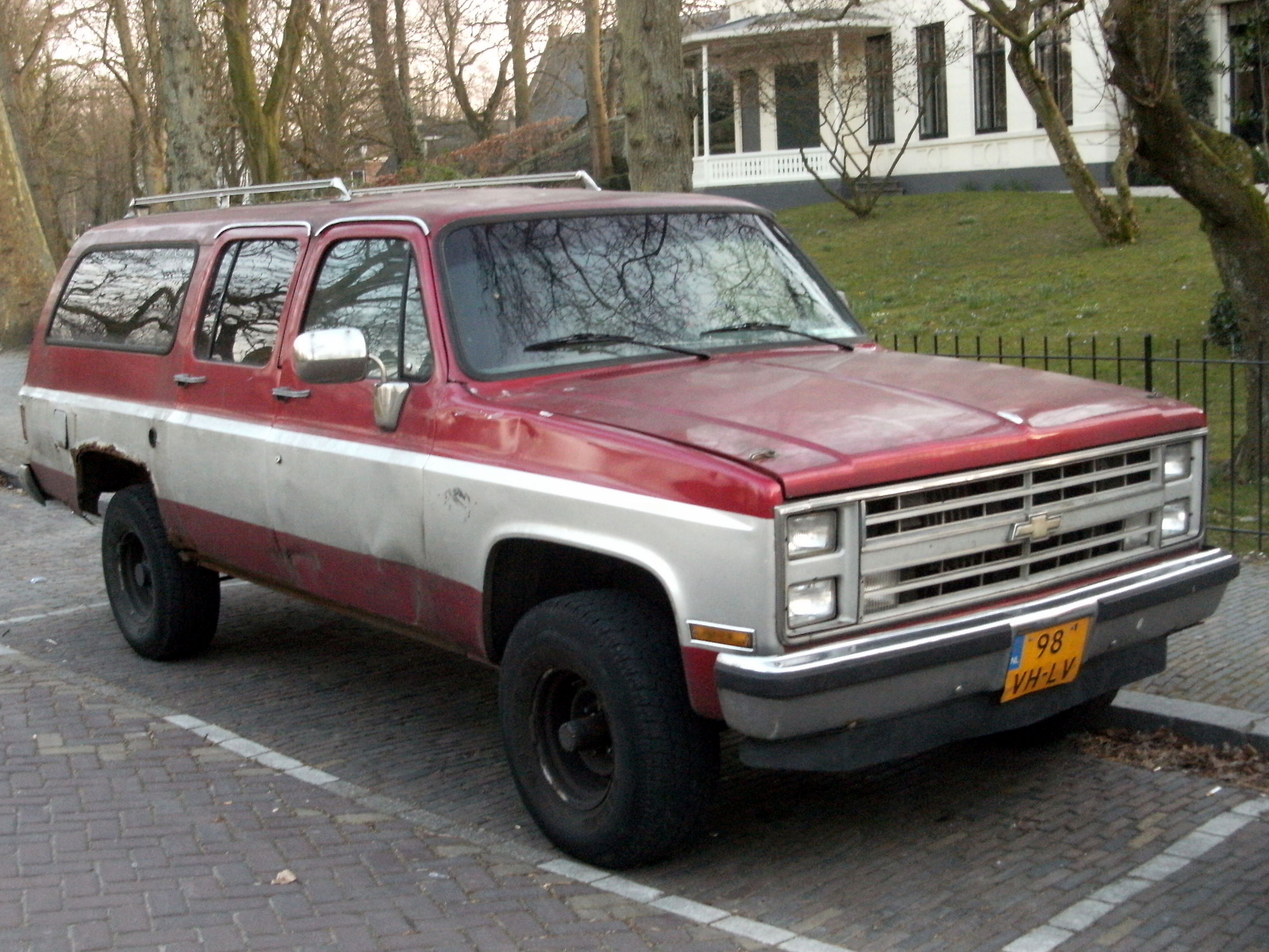
Chevrolet Suburban VII po liftingu

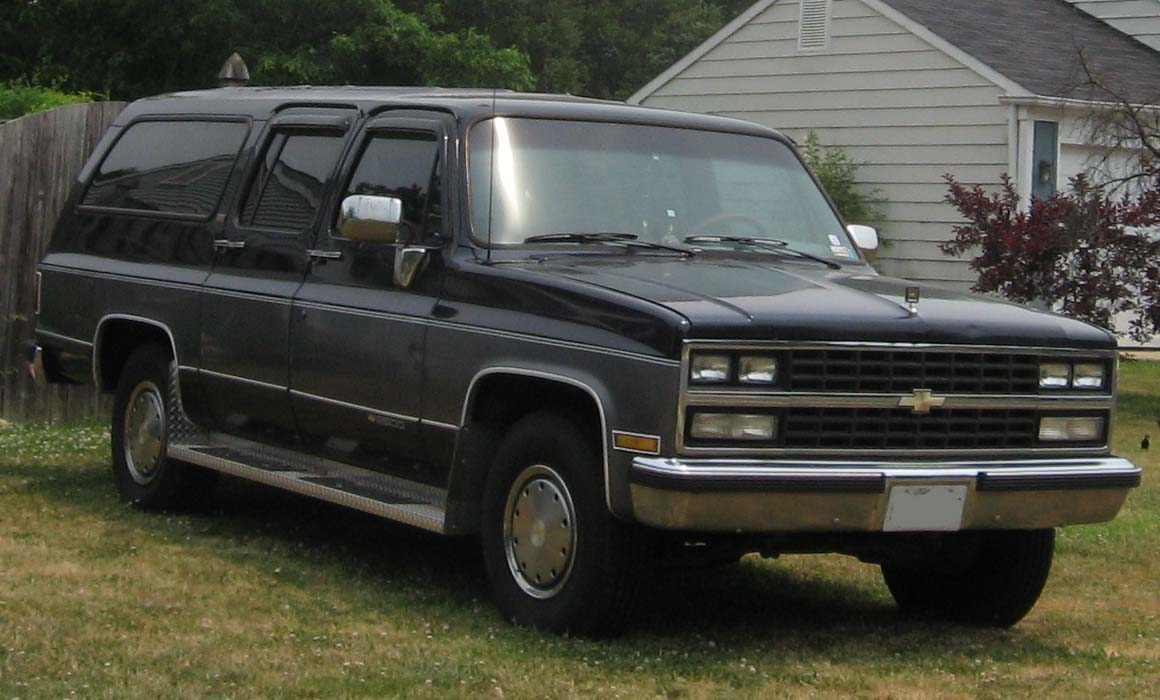
Chevrolet Suburban VII po drugim liftingu

Chevrolet Suburban VII został zaprezentowany po raz pierwszy w 1972 roku.
Siódma generacja Suburbana rozwinęła koncepcję poprzednika, zyskując jeszcze większe i masywniejsze nadwozie. Poza większą liczbą przetłoczeń, duży SUV Chevroleta zachował podłużny przedział bagażowy i masywną sylwetkę.
Model z pierwszych lat produkcji wyróżniał się dużą chromowaną atrapą chłodnicy o strukturze kraty, a także pojedynczymi kloszami reflektorów z umieszczonymi pod nimi kierunkowskazami.

### Restylizacje
Siódma generacja Chevroleta Suburbana była zarazem najdłużej produkowanym wcieleniem modelu, obecnym na rynku przez 19 lat. W ciągu tego czasu samochód przeszedł dwie obszerne restylizacje. Pierwszą przeszedł w 1982 roku, zyskując dwuczęściowe pionowo umieszczone reflektory, za to kolejna pojawiła się w 1988 roku, wiążąc się z dłuższymi, kanciastymi reflektorami i chromowaną poprzeczką na atrapie chłodnicy.

### Silniki
- L4 4.0l
- L6 4.1l
- V8 5.0l
- V8 5.7l
- V8 6.2l
- V8 6.6l
- V8 7.4l

## Ósma generacja

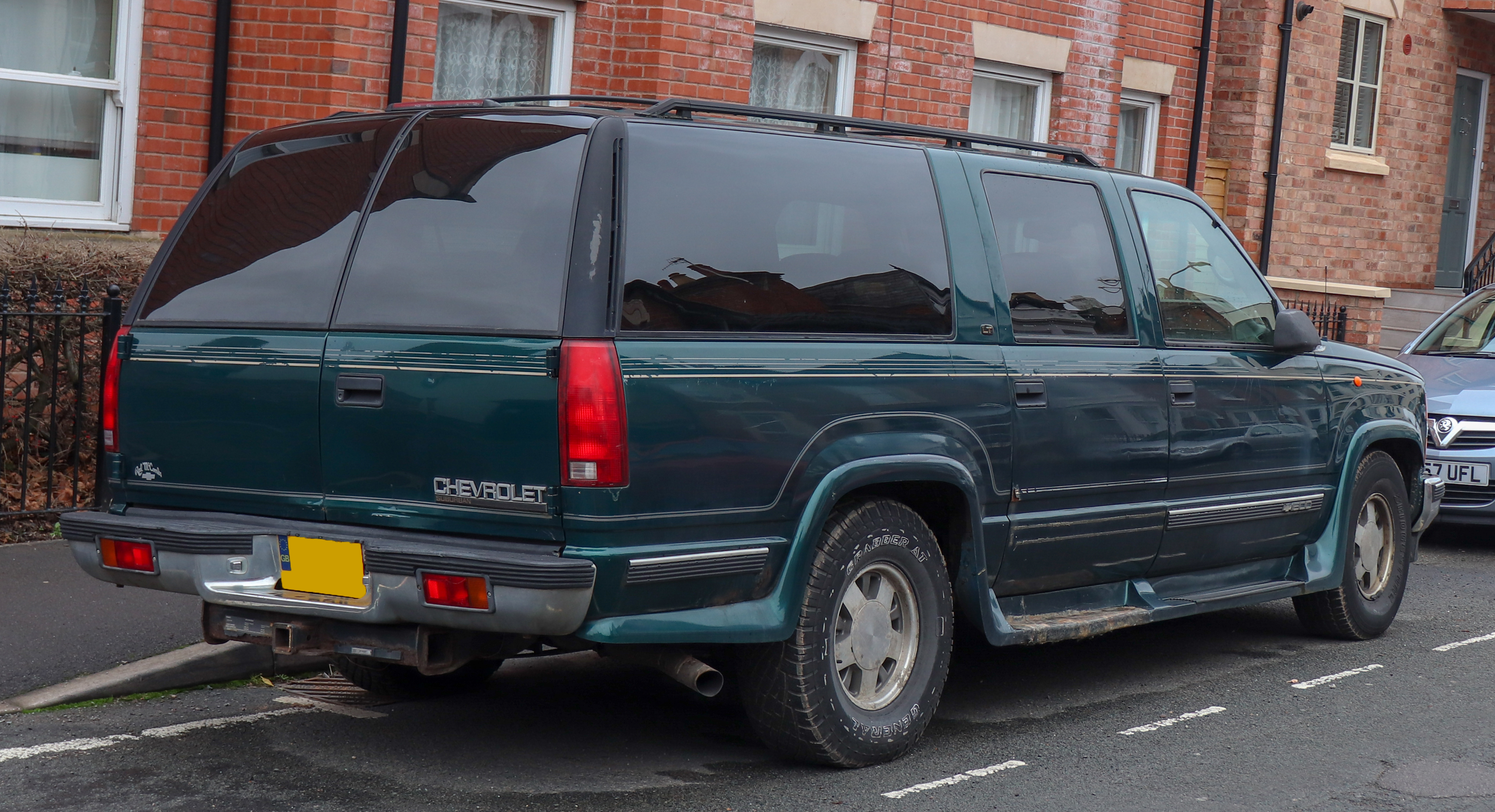
Chevrolet Suburban VIII – tył

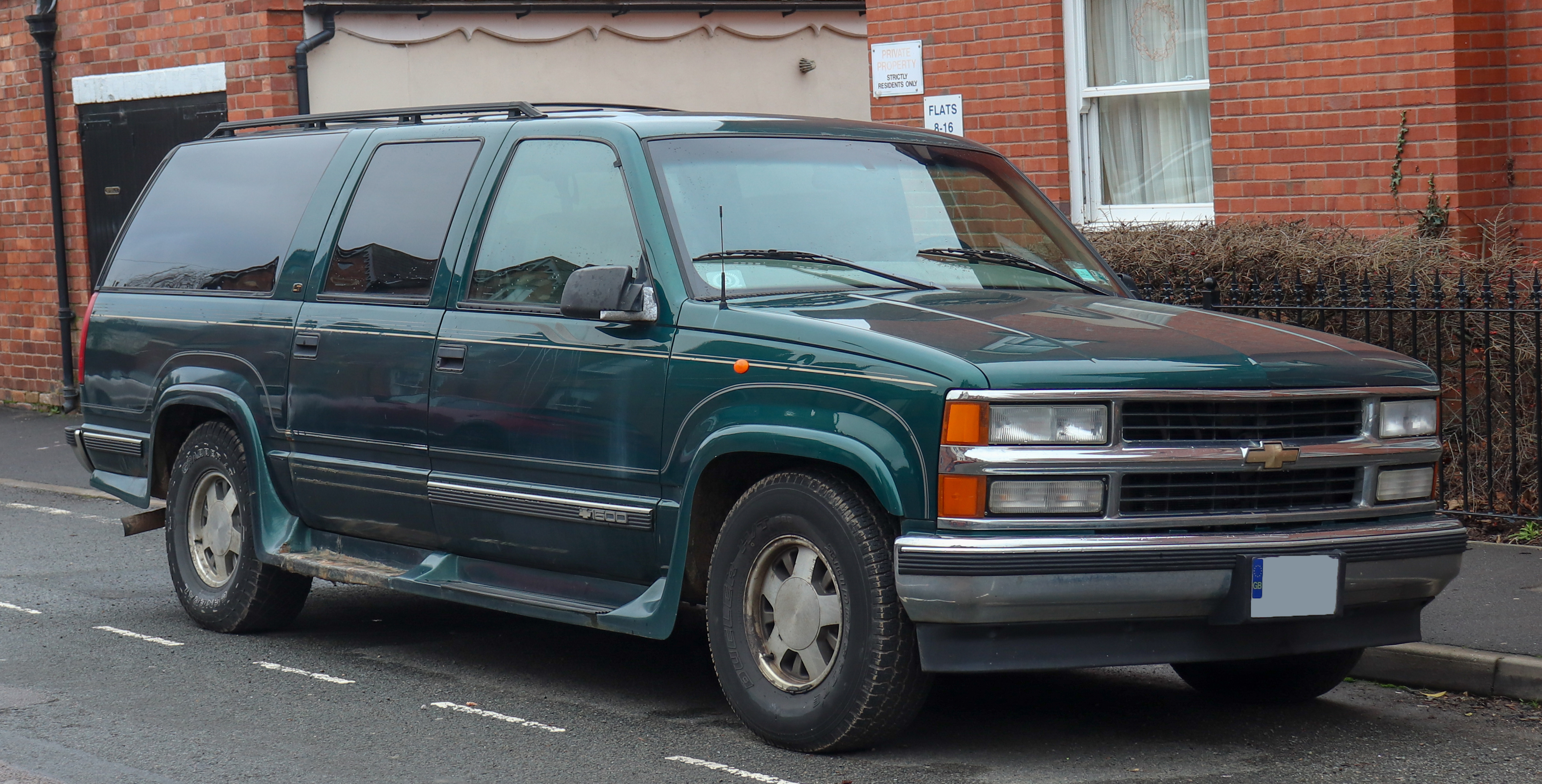
Chevrolet Suburban VIII po liftingu

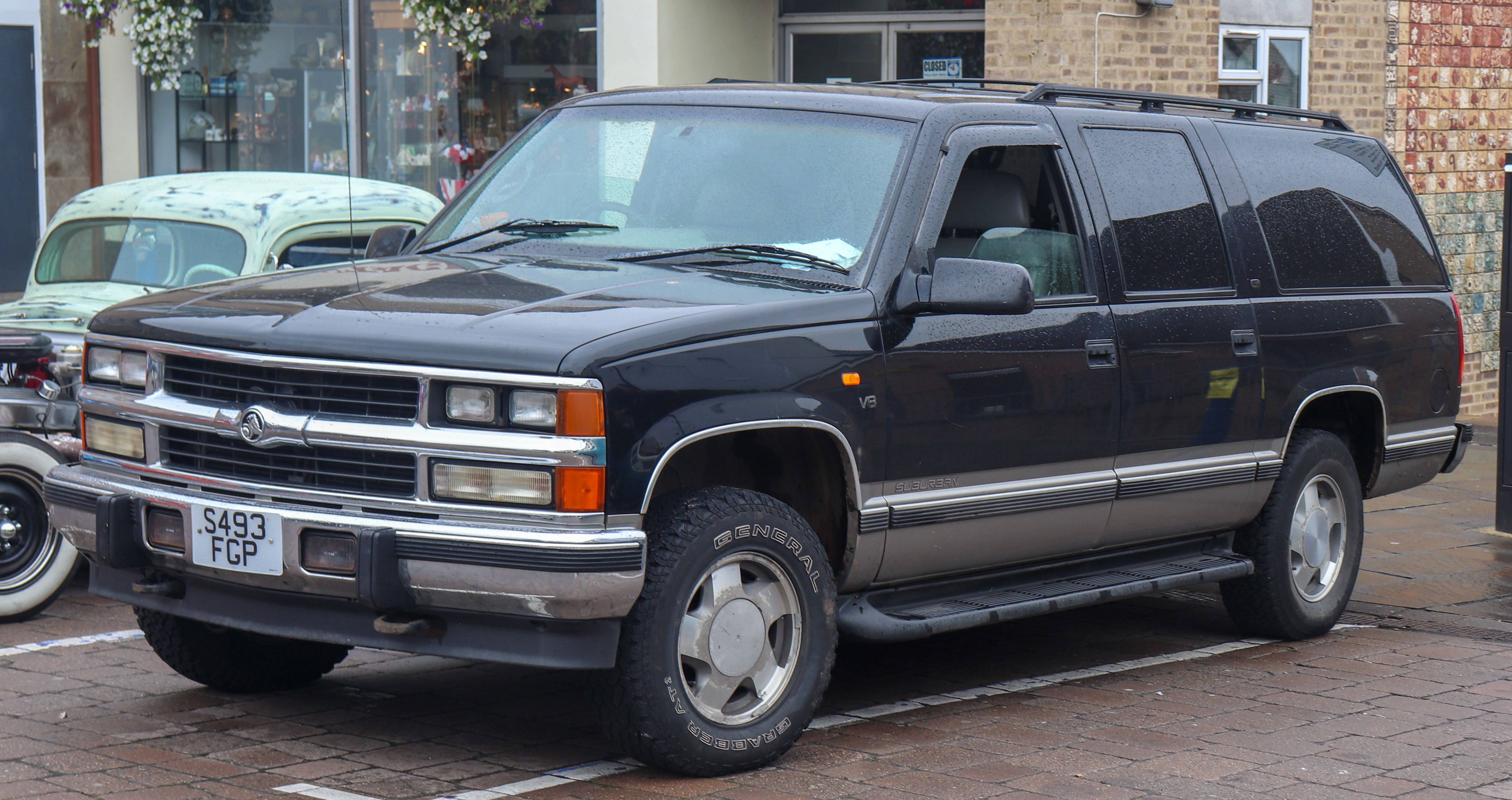
australijski Holden Suburban

Chevrolet Suburban VIII został zaprezentowany po raz pierwszy w 1991 roku.
Suburban ósmej generacji powstał jako element nowej polityki modelowej General Motors na lata 90. XX wieku, w ramach której na szczycie oferty marek Chevrolet i GMC miała znaleźć się rodzina bliźniaczych, pełnowymiarowych SUV-ów, a także pickupów opartych na platformie GMT400. Suburban VIII początkowo pełnił większą alternatywę dla modelu K5 Blazer, a od 1995 roku – Tahoe.

### Lifting
W 1993 roku Chevrolet Suburban ósmej generacji przeszedł obszerną modernizację przedniego pasa, która przyniosła dwuczęściowe, kanciaste reflektory przedzielone na pół chromowaną poprzeczką z dużym logo Chevroleta.

### Australia
Od lutego 1998 do stycznia 2001 w zakładach General Motors w meksykańskim mieście Silao produkowano model Holden Suburban. Był to model bliźniaczy do Chevroleta Suburban z lat 1992–1999 przystosowany do lewostronnego rynku Australii i Nowej Zelandii.
Po raz pierwszy został zaprezentowany w październiku 1997 na Sydney Motor Show. Łącznie powstało tylko 746 egzemplarzy (460 z silnikiem benzynowym i 286 z wysokoprężnym), rocznie powstawało przeciętnie mniej niż 250 sztuk.

### Silniki
- V8 5.7l L05
- V8 5.7l Turbo Diesel
- V8 6.5l L56
- V8 7.4l L19
- V8 7.4l Vortec

## Dziewiąta generacja

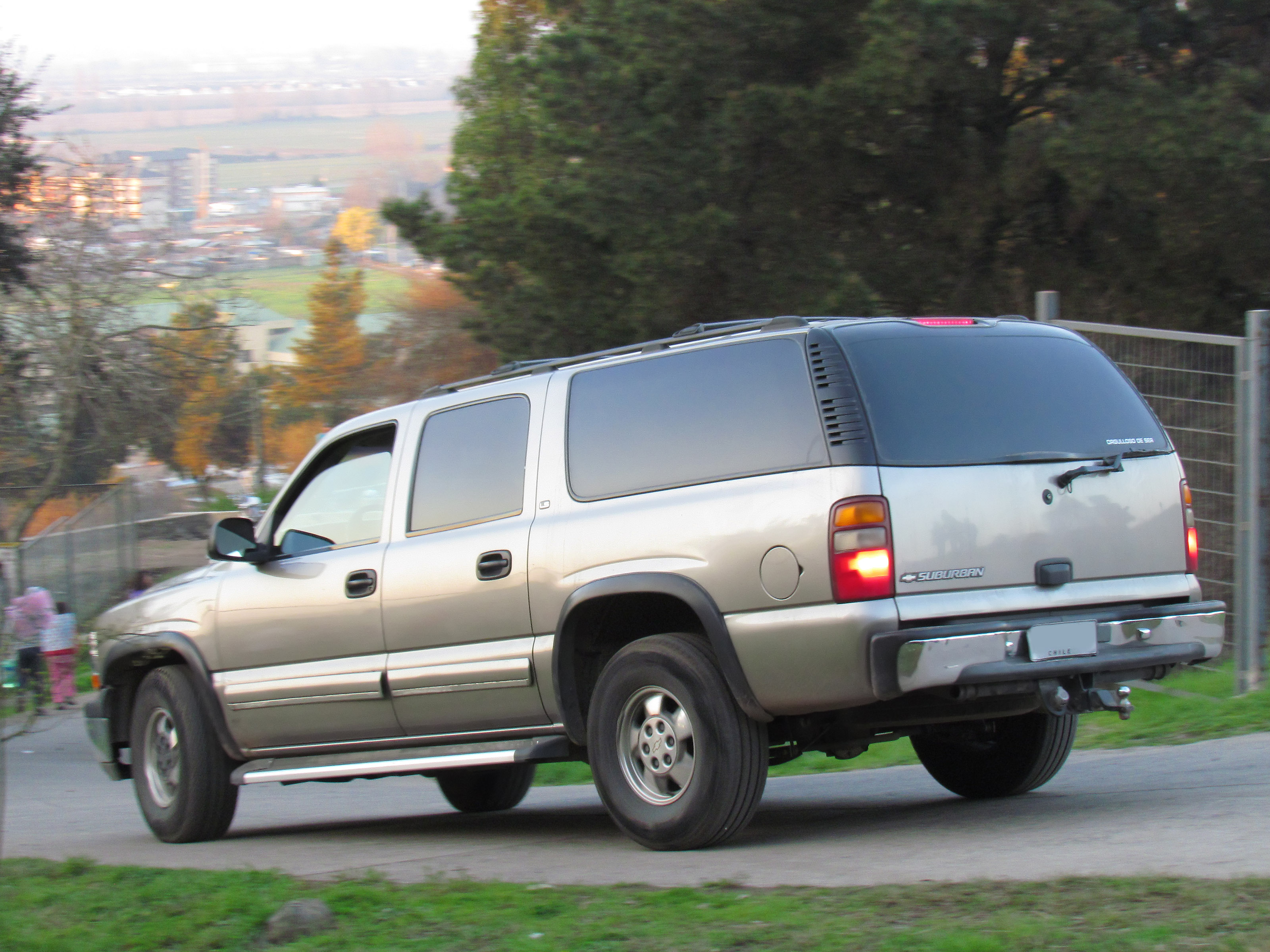
Chevrolet Suburban IX – tył

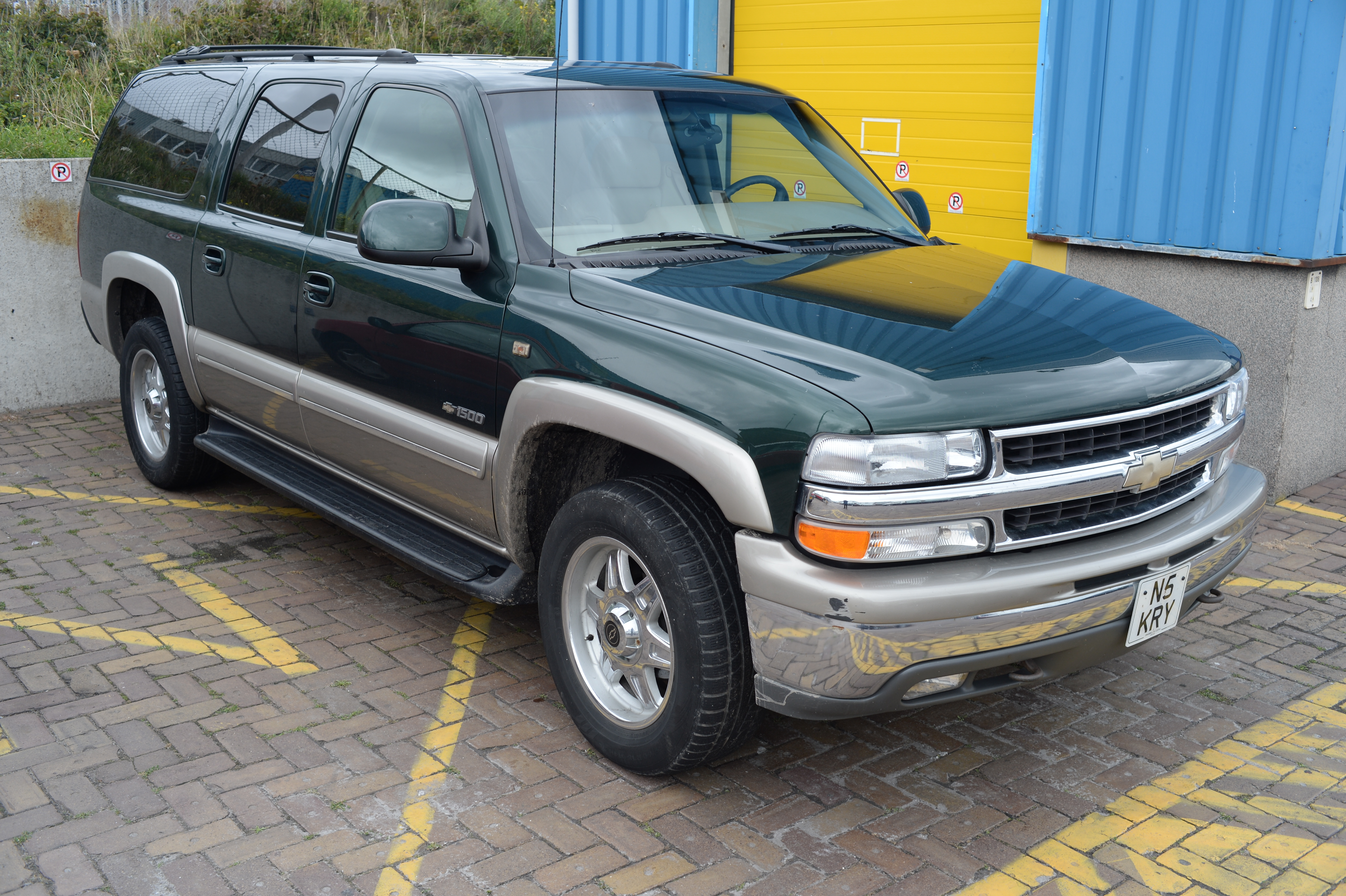
Chevrolet Suburban IX 1500

Chevrolet Suburban IX został zaprezentowany po raz pierwszy w 1999 roku.
Prezentując dziewiątą generację Suburbana, koncern General Motors przyjął schemat, który zaczął odtąd na stałe obowiązywać w jego gamie pełnowymiarowych SUV-ów na rynku Ameryki Północnej.
Chevrolet Suburban był odtąd przedłużoną odmianą modelu Tahoe, odróżniając się od niego dłuższym rozstawem osi, większą ilością miejsca na tylnej kanapie i znacznie dłuższym oraz przestronniejszym przedziałem bagażowym. Bliźniaczy model GMC po raz pierwszy nie nosił przy tym takiej samej nazwy Suburban, lecz Yukon XL.
Pod kątem stylistycznym Chevrolet Suburban dziewiątej generacji przyjął ewolucyjny zakres zmian w stosunku do poprzednika, zachowując bardziej zaokrąglone kształty nadwozia i masywniejszą karoserię, opierając się o platformę GMT800 koncernu General Motors.

### Silniki
- V8 5.3l LM7
- V8 5.3l L59
- V8 5.7l L31
- V8 6.0l LQ4
- V8 8.1l L18

## Dziesiąta generacja

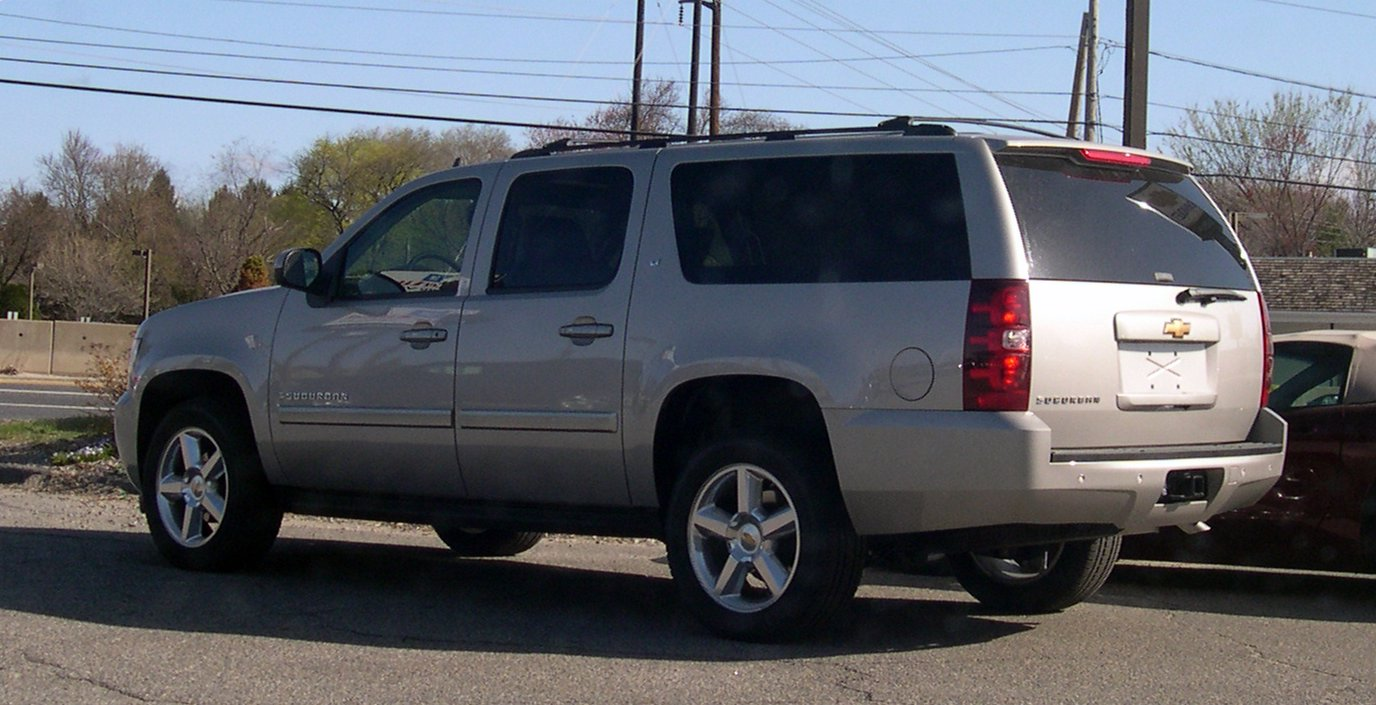
Chevrolet Suburban IX – tył

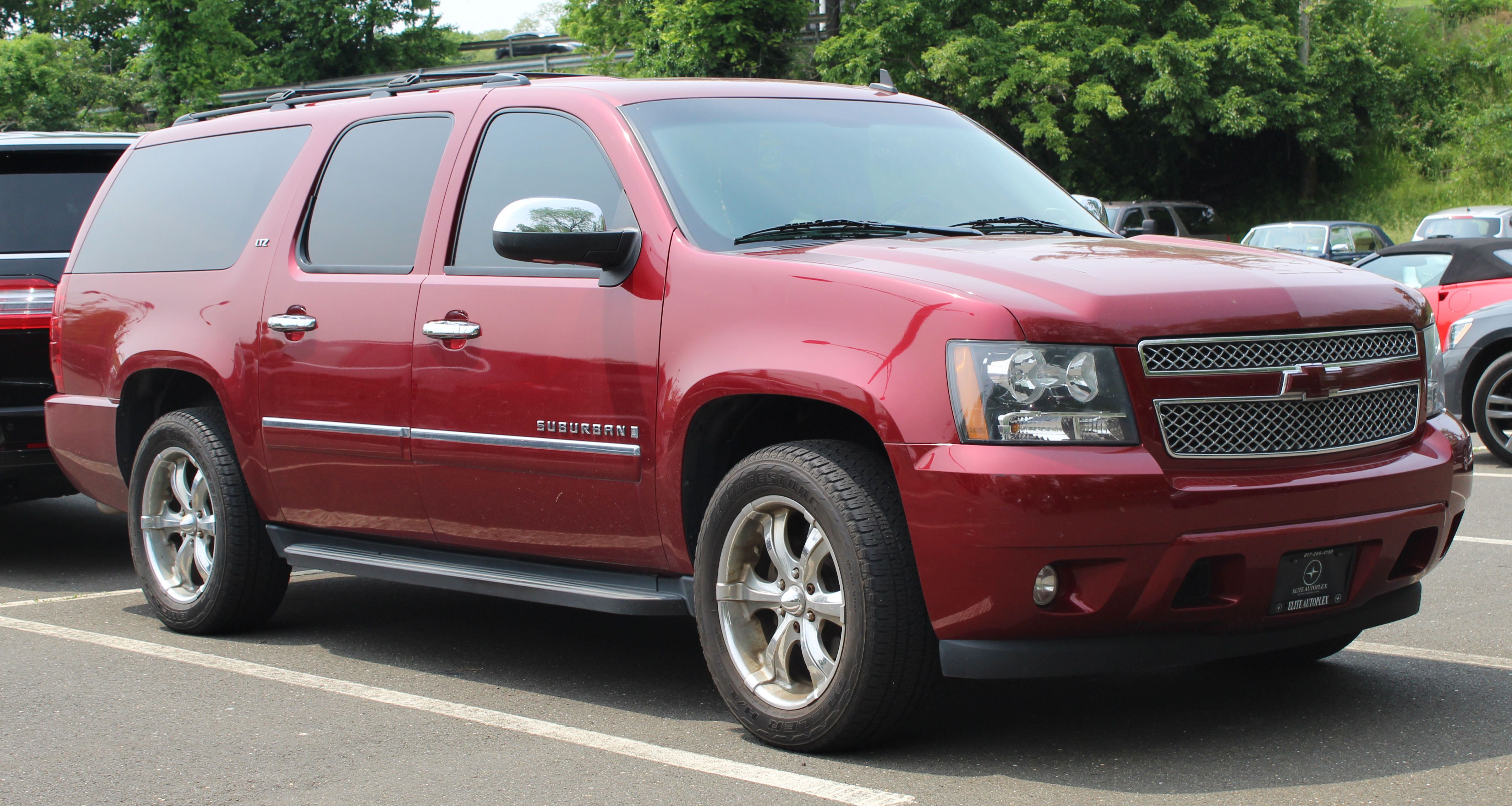
Chevrolet Suburban IX LTZ

Chevrolet Suburban X został zaprezentowany po raz pierwszy w 2005 roku.
Dziesiąta generacja Suburbana została zaprezentowana tym razem równolegle z bliźniaczym, krótszym wariantem Tahoe, opierając się na nowej generacji platformy koncernu General Motors stworzonej z myślą o pełnowymiarowych SUV-ach o nazwie GMT900.
Pod kątem stylistycznym Suburban X stał się masywniejszy, po raz pierwszy od czasu ósmej generacji z pierwszych lat produkcji ponownie zyskując jednokloszowe reflektory.
Ponadto, pojazd stał się też przestronniejszy od poprzednika, zyskując lepiej wyciszoną kabinę pasażerską, a także przestronniejszy tylny rząd siedzeń, większy bagażnik i lepiej zestrojony układ jezdny mający zapewniać większy komfort jazdy podczas jazdy masywnym pojazdem.

### Silniki
- V8 5.3l LY5
- V8 5.3l LMG
- V8 6.0l L76
- V8 6.0l LY6

## Jedenasta generacja

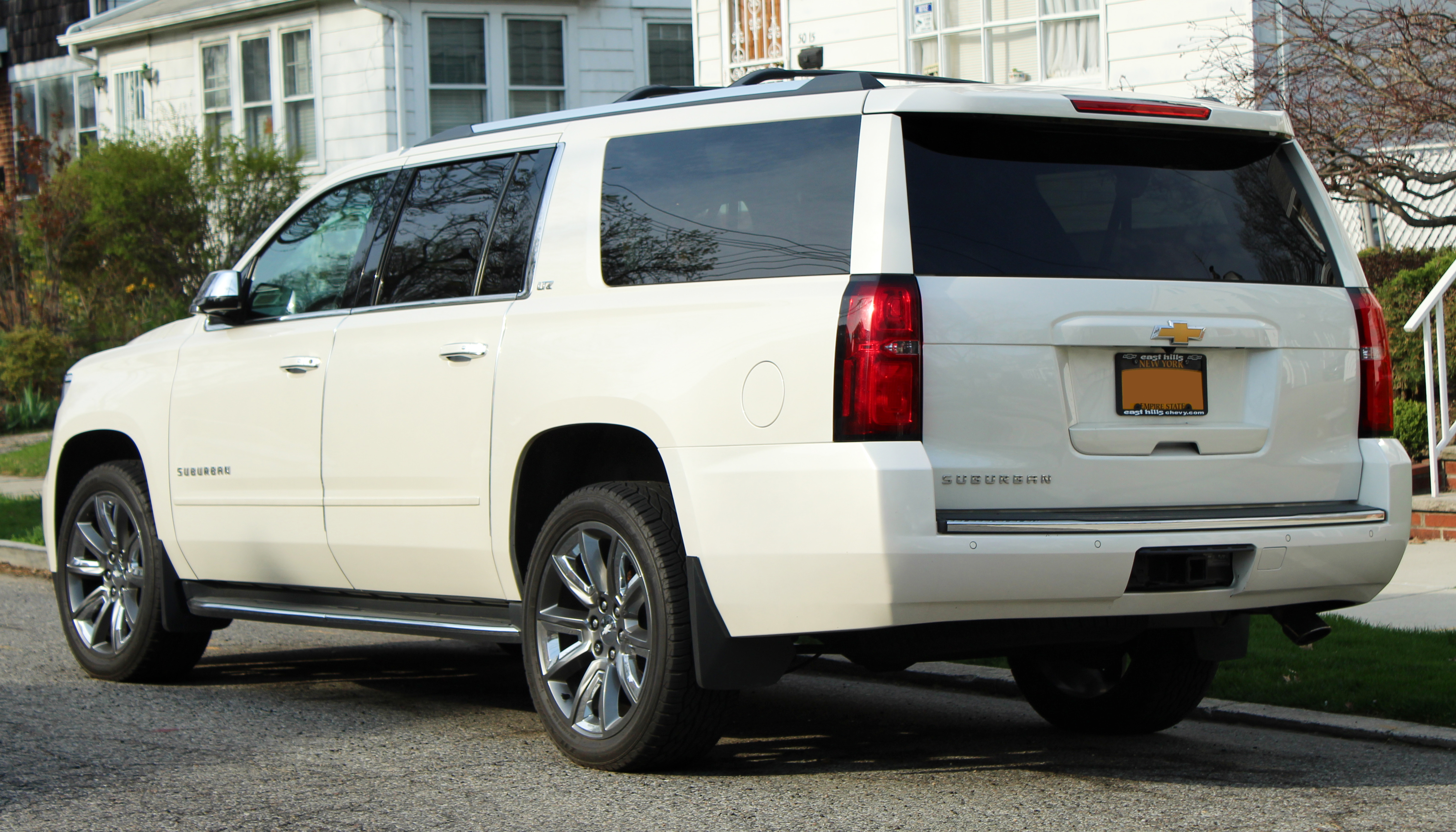
Chevrolet Suburban XI – tył

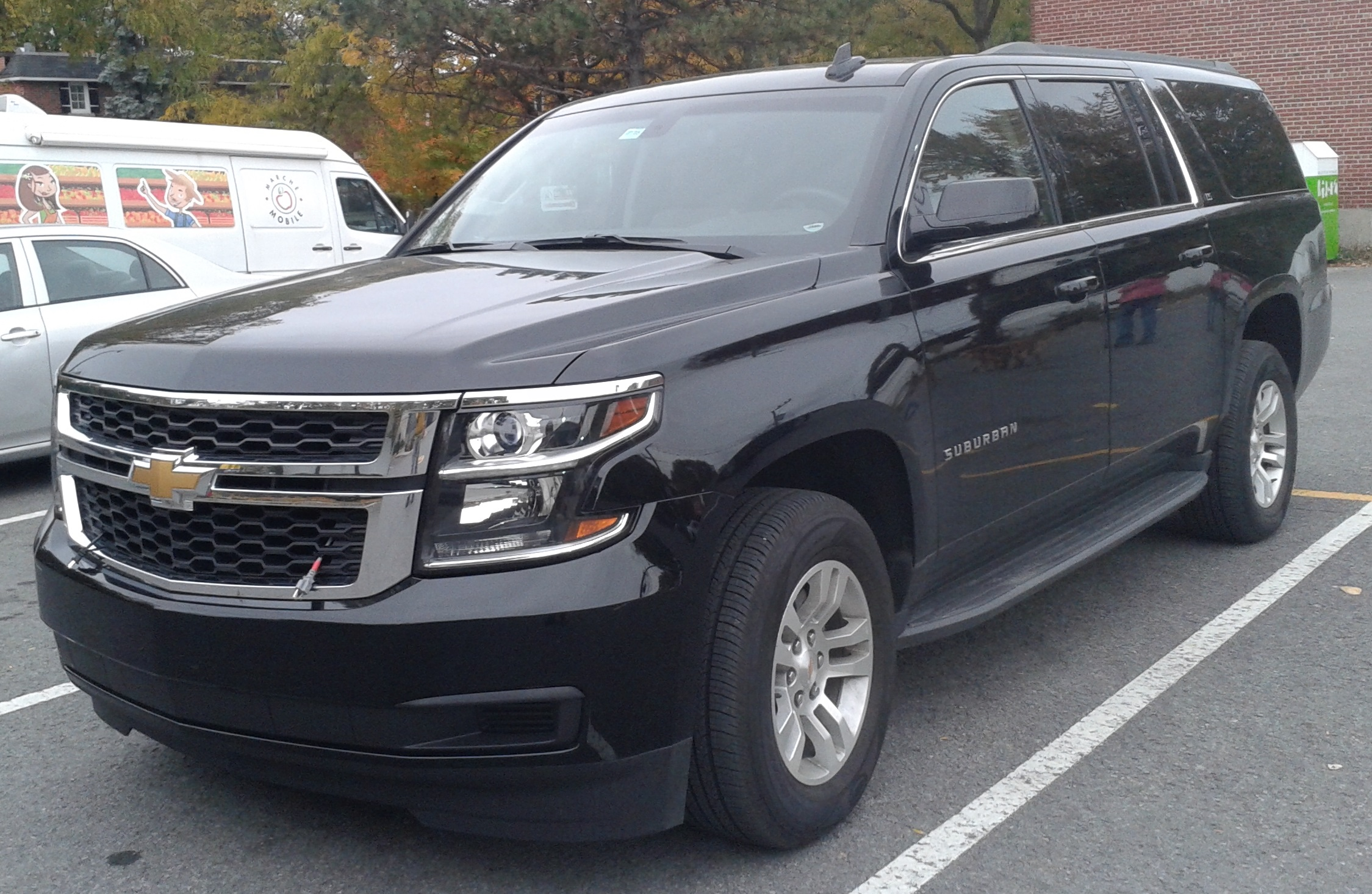
Chevrolet Suburban XI L

Chevrolet Suburban XI został zaprezentowany po raz pierwszy w 2013 roku.
Jedenasta generacja Suburbana oparta na nowej generacji platformy tym razem nazwanej GMT K2XX ponownie zadebiutowała równolegle z krótszym wariantem Tahoe, przechodząc gruntowną modernizację zarówno pod kątem stylistycznym, jak i technicznym.
Pod kątem stylistycznym samochód zyskał bardziej zaokrąglone i masywniejsze nadwozie, zyskując wyżej poprowadzoną linię okien i duży słupek C rozdzielający przeszklenie obszernej przestrzeni bagażowej od pasażerskiej. Pas przedni zdobiły z kolei charakterystyczne, zadarte reflektory współgrające z masywną, chromowaną atrapą chłodnicy zdobioną przez podwójnie chromowaną poprzeczkę z dużym logo producenta.
Kabina pasażerska została dopracowana pod kątem lepiej wykonanego kokpitu, a także przestronniejszego tylnego rządu siedzeń oferującego szczególnie większą przestrzeń dla pasażerów.

### Silniki
- V8 5.3l EcoTec3
- V8 6.2l EcoTec3

## Dwunasta generacja

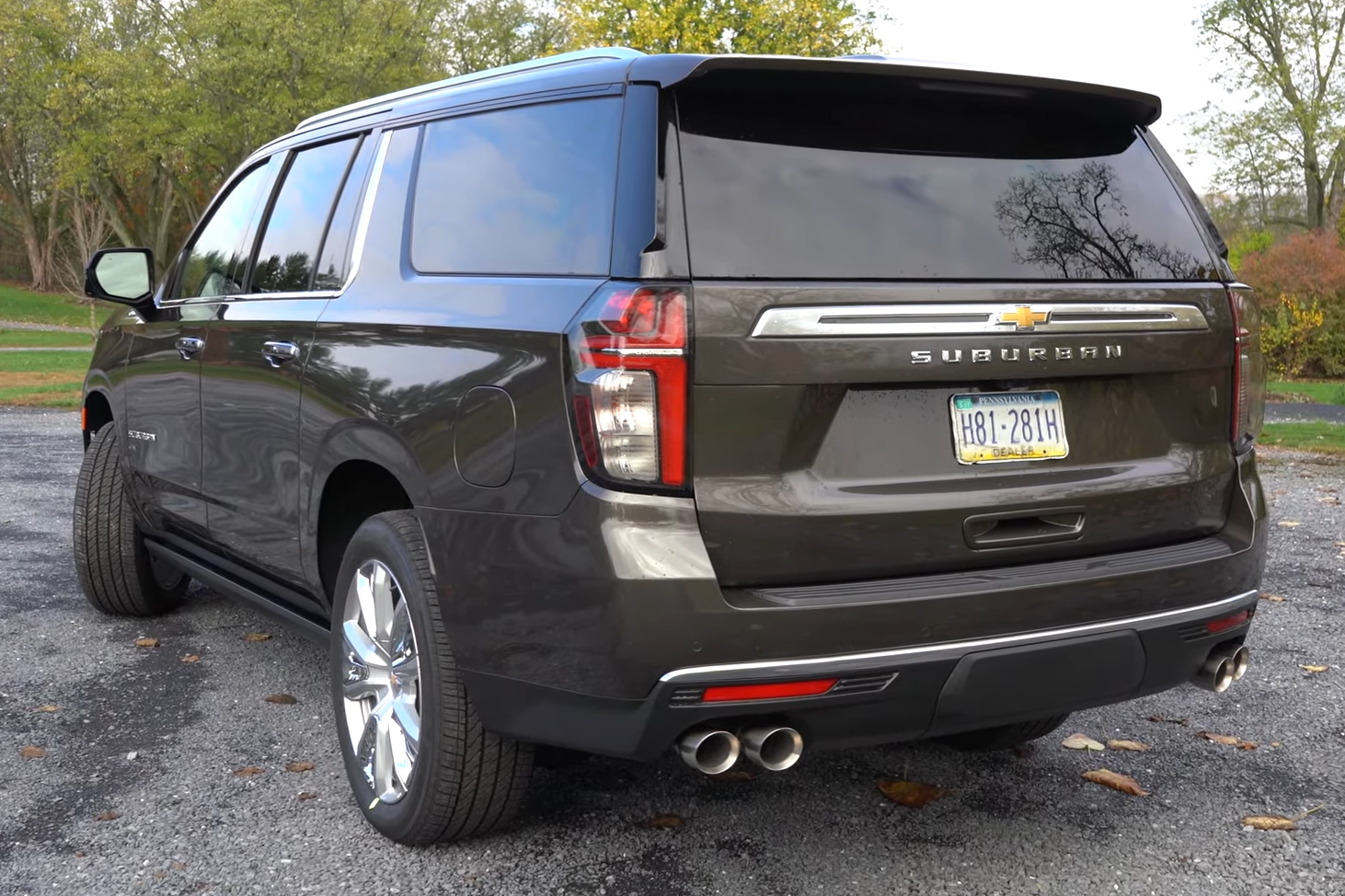
Chevrolet Suburban XII – tył

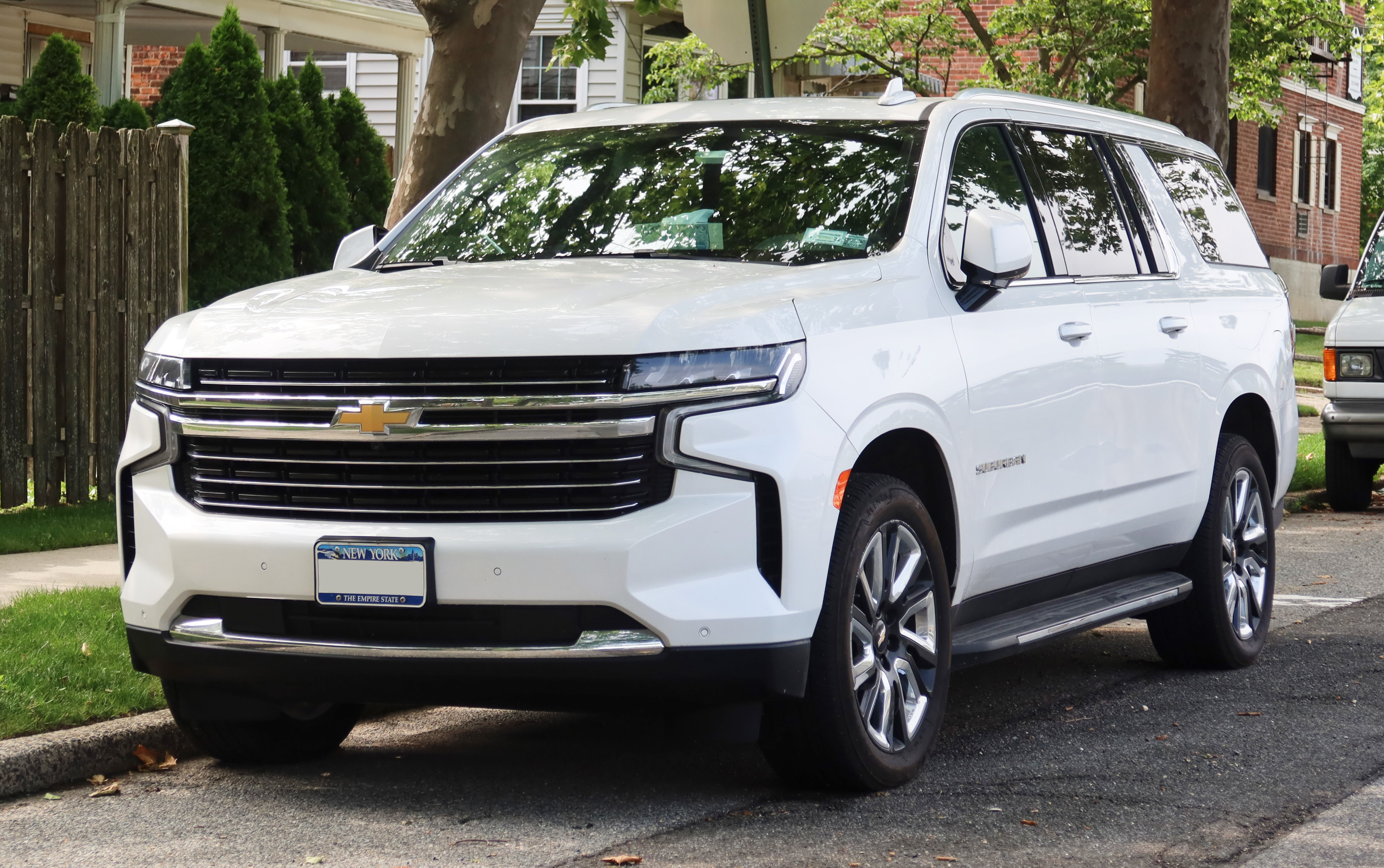
Chevrolet Suburban XII LT

Chevrolet Suburban XII został zaprezentowany po raz pierwszy w 2019 roku.
Zupełnie nowa, dwunasta generacja Chevroleta Suburbana powstała w oparciu o platformę GMT T1XX razem z innymi pełnowymiarowymi SUV-ami i pickupami nowej generacji koncernu General Motors.
W przeciwieństwie do poprzednika, modele Chevroleta zadebiutowały przed bliźniaczymi konstrukcjami GMC i Cadillaka. Podobnie jak Tahoe, także i Suburban przeszedł ewolucyjny zakres modyfikacji w stosunku do poprzednika. Nadwozie stało się bardziej zaokrąglone, zyskując charakterystyczne diody LED w kształcie litery C z przodu umieszczone tuż pod mniejszymi niż dotychczas reflektorami. Atrapa chłodnicy w zależności od wariantu może przyjąć chromowane lub ciemne malowanie.
Kabina pasażerska Suburbana dwunastej generacji ponownie została zmodyfikowana pod kątem komfortu jazdy i przestrzeni, zyskując przy tym nowocześniej zarysowany kokpit. Konsola centralna zyskała bardziej minimalistyczny projekt, na czele z dużym 10-calowym ekranem dotykowym pozwalającym na sterowanie systemem inforozrywki.
Sprzedaż Chevroleta Suburbana XII razem z mniejszym modelem Tahoe rozpoczęła się w marcu 2020 roku na obszarze Ameryki Północnej.

### Lifting
Podobnie jak pokrewne Tahoe, tak i dwunasta generacja Chevroleta Suburbana otrzymała wydłużony cykl generacji, zamiast nowego wcielenia otrzymując rok wcześniej kompleksową modernizację. Pas przedni zyskał głęboko zmodyfikowany zderzak i większą osłonę chłodnicy, a także nowe dwurzędowe reflektory z rozbudowanym oświetleniem full LED. Wewnątrz zastosowano nowy projekt deski rozdzielczej, stosując charakterystyczny dla ówczesnych modeli firmy zestaw cyfrowych zegarów sąsiadujących z większym ekranem systemu multimedialnego nowej generacji.

### Silniki
- R6 3.0l Duramax
- V8 5.3l EcoTec3
- V8 6.2l EcoTec3

## Ciekawostki

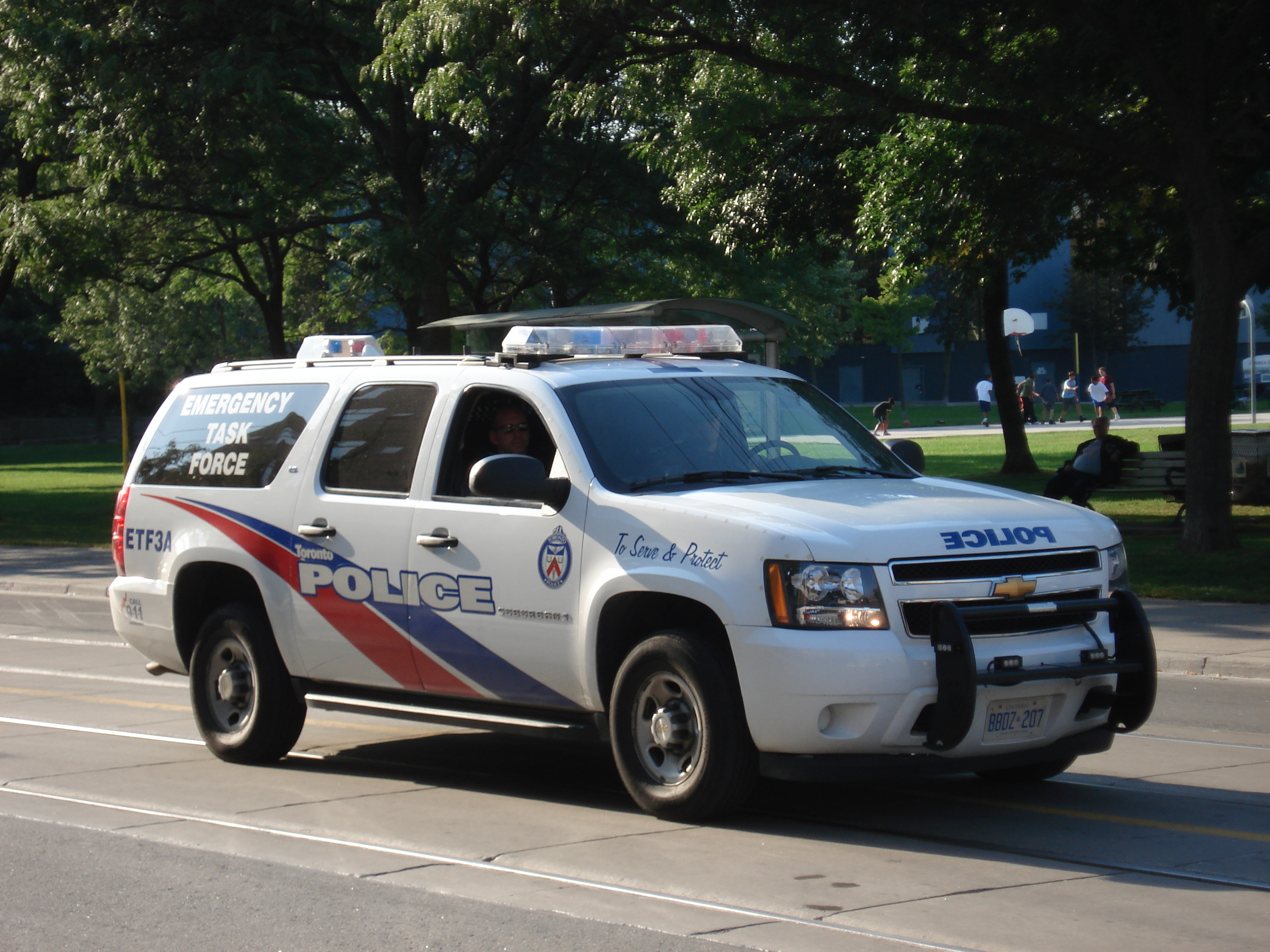
Chevrolet Suburban jako radiowóz kanadyjskiej policji

- Chevrolet Suburban jest najdłużej produkowaną ciągłą linią modelową w historii światowej motoryzacji[37], w listopadzie 2019 roku celebrując 85 lat obecności na rynku[38].

- Chevrolet Suburban jest jedynym samochodem, który został upamiętniony za pomocą gwiazdy wmurowanej w chodnik na słynnej Alei Gwiazd w Los Angeles[39]. Odsłonięto ją uroczyście 6 grudnia 2019 roku[40].

- Chevrolet Suburban między 1952 a 2019 rokiem pojawił się w ponad 1750 produkcjach filmowych, serialach i programach rozrywkowych w Stanach Zjednoczonych[41].

- Chevrolet Suburban cieszy się dużą popularnością wśród służb mundurowych w Ameryce Północnej, szczególnie w Stanach Zjednoczonych[42].